# Boson W

Biểu đồ Feynman cho thấy sự trao đổi cặp boson W. Đây là một trong các ví dụ về sự dao động của hạt trung hòa điện kaon.

Boson W hay hạt W, là một hạt cơ bản có khối lượng bằng 160.000 lần khối lượng của electron, hay khoảng 80 lần khối lượng của proton hay neutron, tương đương với khối lượng của nguyên tử Brom.Boson W là hạt mang điện tích, hoặc -1 hoặc +1. Chúng là phản hạt của nhau, nhưng cả hai đều không là hạt vật chất.Boson W là hạt truyền tương tác trong tương tác yếu, và tồn tại ở một thời gian cực ngắn, chỉ khoảng 3 × 10−25 giây sau đó phân rã sang các dạng khác.
Boson W phân rã tạo thành hoặc là 1 quark, hoặc là một phản quark có điện tích khác hoặc là một lepton điện tích hay phản neutrino.